# Paraglenurus scopifer
Paraglenurus scopifer là một loài côn trùng trong họ Myrmeleontidae thuộc bộ Neuroptera. Loài này được Gerstaecker miêu tả năm 1888.